# Coskrenite-(Ce)
La coskrenite-(Ce) è un minerale descritto nel 1999 in base ad un ritrovamento avvenuto nella cava di allume Bluff nelle Great Smoky Mountains in Tennessee, Stati Uniti d'America ed approvato dall'IMA. Si tratta di un ossalato solfato di terre rare altamente idrato.
La levinsonite-(Y) e la zugshunstite-(Ce) sono due nuove specie scoperte assieme alla coskrenite-(Ce) che ne condividono la genesi, inoltre queste tre specie sono i primi ossalati di terre rare scoperti in natura ed i primi sali doppi di un acido organico e di un acido organico di origine naturale.

## Etimologia
Il nome è in onore del geochimico e mineralogista statunitense Thomas Dennis Coskren (1942-  ), scopritore del minerale

## Morfologia
La coskrenite-(Ce) è stata scoperta sotto forma di aggregati di cristalli tabulari cuneiformi ben formati. La dimensione dei cristalli è di circa 0,7mm appiattiti secondo {100}.

## Origine e giacitura
La coskrenite-(Ce) è stata trovata in un'area di terreno riparata da una roccia associata ad epsomite, apjohnite ed altri minerali del gruppo dell'alotrichite. La formazione avviene grazie alla forma del sito ed alle abbondanti precipitazioni nell'area che erodono la roccia provocando l'ossidazione della pirite e la dissoluzione dei silicati che costituiscono la roccia stessa. Questo provoca la formazione di soluzioni ricche di solfati a bassa acidità che dissolvono elementi come ferro, magnesio, alluminio, potassio, sodio, calcio e manganese. Le soluzioni così formate colano lungo la roccia e scivolano sotto il lato inclinato dello scudo di roccia dove subiscono una parziale evaporazione che fa precipitate alcuni solfati, in particolare quelli di ferro. La maggior parte della soluzione cade sul suolo sottostante dove completa l'evaporazione e quindi precipita una lunga serie di minerali, per lo più solfati idrati.